# Campeonato de Australia 1964
Lista de los campeones del Campeonato de Australia de 1964:

## Individual masculino
Roy Emerson d.  Fred Stolle,  6–3, 6–4, 6–2

## Individual femenino
Margaret Court d.  Lesley Turner, 6–3, 6–2

## Dobles masculino
Bob Hewitt /  Fred Stolle d.  Ken Fletcher /  Roy Emerson 6–4, 7–5, 3–6, 4–6, 14–12

## Dobles femenino
Judy Tegart Dalton /  Lesley Turner d.  Robyn Ebbern /  Margaret Court 6–4, 6–4

## Dobles mixto
Margaret Court /  Ken Fletcher d.  Jan Lehane /  Mike Sangster  6–3, 6–2
| Predecesor: 1963                                       | Abierto de Australia 1964 | Sucesor: 1965                         |
| Predecesor: Campeonato nacional de Estados Unidos 1963 | Grand Slam 1964           | Sucesor: Torneo de Roland Garros 1964 |

- Datos: Q2718220